# Борукаев, Чермен Бейбулатович
Чермен Бейбулатович Борукаев (2 августа 1936, Орджоникидзе, Северо-Осетинская АССР — 7 сентября 1998, Новосибирск) — советский геолог, специалист по тектонике докембрийских образований и тектоническому районированию. Член-корреспондент АН СССР по Отделению геологии, геохимии, геофизики и горных наук с 1987 года.

## Биография
Родился в Северной Осетии в семье Бейбулата Тоховича Борукаева, режиссёра театра, заслуженного деятеля искусств Северо-Осетинской АССР. Мать, Татьяна Гавриловна, работала балетмейстером. В 1958 году окончил геологический факультет МГУ, в 1964 году — аспирантуру. В 1957—1964 годах изучал флишевые толщи и покровную структуру Северо-западного Кавказа, чему была посвящена его кандидатская диссертация. В 1964—1988 годах — младший и старший научный сотрудник, зав. лабораторией, главный научный сотрудник Института тектоники и геофизики (ИТиГ) ДВО РАН. Директор Института тектоники и геофизики ДВО РАН (1988—1992). Доктор геолого-минералогических наук (1984). Член Президиума ДВО АН СССР (с 1989).
В 1965—1988 годах — профессор кафедры общей и региональной геологии Новосибирского государственного университета. В 1973—1974 годах — советник дирекции Института геологии АН Кубы по вопросам геологической съемки страны. Зав. лабораторией (1984—1986), главный научный сотрудник (1986—1987) Института геологии и геофизики СО РАН. В 1992—1998 годах — главный научный сотрудник лаборатории корреляции геологических процессов, зав. отделом формирования и эволюции континентальной коры и осадочной оболочки Земли, экогеологии Института геологии и геофизики СО РАН.
Член Комиссии АН СССР по международным тектоническим картам (1986). Член рабочей группы проблемной комиссии IX многостороннего сотрудничества Академий наук социалистических стран (1976), зам. председателя советской части комиссии (1983—1988). Член Советского национального комитета Тихоокеанской научной ассоциации (1990), член Тихоокеанской научной ассоциации (1993).
В область научных интересов входили: проблемы общей геологии, тектоника докембрийских образований, тектоническое районирование, геологическая терминология. Автор около 240 научных работ, в том числе 8 монографий.
Скончался 7 сентября 1998 года. Похоронен на Заельцовском кладбище Новосибирска.

## Основные научные труды
- Структура докембрия и тектоника плит (1985)
- Докембрий континентов. Основные черты тектоники (1985)
- Тектоника и эволюция земной коры Сибири (1988)
- Тектоника литосферных плит в архее (1995)